# Долматов-Карпов, Иван Долматович
Иван Долматович Долматов-Карпов — наместник, голова и воевода во времена правления Ивана IV Васильевича Грозного.
Из дворянского рода Долматовы-Карповы, от дворян Карповы, ветви Рюриковичи. Младший сын родоначальника дворян Долматовы-Карповы — окольничего Долмата Фёдоровича Карпова. Имел старшего брата Михаила Долматовича.

## Биография
В 1543 году годовал воеводой в Почепе. В 1544 году указано ему идти из Почепа с полком к Полоцку, участвовал в осаде и приступом брал проезжие ворота города. В 1560 году голова при князе Д. И. Курлятьеве в Большом полку, участвовал в походе из Рыльска против крымских войск. С весны 1576 года второй голова при боярине князе С. Пронском в Передовом полку в Калуге. В 1578 году осадный воевода в Путивле. В декабре 1579 года воевода в Михайлове. В 1580 году первый воевода в Почепе. В 1581 году пятый осадный воевода в Новгороде, где местничал с Иваном Колычевым, но указано быть без мест. С апреле 1582 года по 1584 год наместник и осадный воевода в Ряжске, а после велено ему идти в сход с украинными и береговыми воеводами и быть воеводою Большого полка с бояриным князем Трубецким.

## Семья
От брака с неизвестной имел детей:
- Долматов-Карпов Борис Иванович — боярин.
- Долматов-Карпов Лев Иванович — окольничий.

В Славянской энциклопедии ему ещё придают сына Леонтия Ивановича, что не подтверждается родословными книгами.